# Кахабон
Рі́чка Кахабон (ісп. Cahabon) — річка на сході Гватемали. Має протяжність 196 км. Витоки знаходяться біля джерел Сьєрра-де-лас-Минас в Окрузі Баха-Верепаз. Впадає в більшу річку Полочик. 

## Особливості річки
Кахабон — доволі бурхлива річка. Місцями досягає 3-4 рівня порогів, чим є привабливою для любителів рафтингу.

## Каскад ГЕС
На річці побудовано: ГЕС Ренасе, ГЕС Ренасе II, ГЕС Ренасе III. Нижче перелічених ГЕС будується ГЕС Oxec II.